# Haenkea thoracica
Haenkea thoracica är en skalbaggsart som först beskrevs av Louis Alexandre Auguste Chevrolat 1855. Haenkea thoracica ingår i släktet Haenkea och familjen långhorningar.
Artens utbredningsområde är:
- Costa Rica.
- Panama.
- Venezuela.

Inga underarter finns listade i Catalogue of Life.